# Selago heterotricha
Selago heterotricha är en flenörtsväxtart som beskrevs av O.M. Hilliard. Selago heterotricha ingår i släktet Selago och familjen flenörtsväxter. Inga underarter finns listade i Catalogue of Life.